# Meta (departamento)
Meta é um departamento da Colômbia,sendo ua capital é Villavicencio. Com 82.805 km², é o quarto maior departamento, atrás de Amazonas, Vichada e Caquetá.

## Municípios
1. Acacías
2. Barranca de Upía
3. Cabuyaro
4. Castilla la Nueva
5. Cubarral
6. Cumaral
7. El Calvario
8. El Castillo
9. El Dorado
10. Fuente de Oro
11. Granada
12. Guamal
13. La Macarena
14. La Uribe
15. Lejanías
16. Mapiripán
17. Mesetas
18. Puerto Concordia
19. Puerto Gaitán
20. Puerto Lleras
21. Puerto López
22. Puerto Rico
23. Restrepo
24. San Carlos Guaroa
25. San Juan de Arama
26. San Juanito
27. San Martín
28. Villavicêncio
29. Vista Hermosa

- Dados: Q238629
- Multimedia: Meta Department